# 1958 en Guinée
1956 en Guinée - 1957 en Guinée - 1958 en Guinée - 1959 en Guinée - 1960 en Guinée
 1956 par pays en Afrique - 1957 par pays en Afrique - 1958 par pays en Afrique - 1959 par pays en Afrique] - 1960 par pays en Afrique -

## Chronologie

### Mai
- 2 mai : De graves émeutes et violences ont lieu à Conakry : 18 morts, 150 blessés[1].

### Août
- 25 août : Visite du Général de Gaulle à Conakry afin de préciser le cadre de la Communauté française soumise au référendum[2],[3].

### Septembre
- 28 septembre : La Guinée dit « Non » au Référendum du 28 septembre 1958 à 95%.

### Octobre
- 2 octobre :
  - Proclamation de l’indépendance de la Guinée.
  - Ahmed Sékou Touré devient le premier président de Guinée.

### Novembre
- 10 novembre : Première Constitution de la Guinée[4].

### Décembre
- 3 décembre : Ahmed Sékou Touré se rend à Accra, au Ghana, pour créer une alliance économique et politique[5].
- 9 décembre : Résolution 131.
- 12 décembre : La Guinée est admise dans l'ONU[6].

## Décès
- Hadja Maffire Bangoura, militante.